# Alopecosa kaplanovi
Alopecosa kaplanovi là một loài nhện trong họ Lycosidae.
Loài này thuộc chi Alopecosa. Alopecosa kaplanovi được Oliger miêu tả năm 1983.